# Krzysztof Rau
Krzysztof Wiesław Rau (ur. 1 lipca 1937 w Pułtusku, zm. 21 grudnia 2022 w Białymstoku) – polski twórca i reżyser teatrów lalkowych, aktor lalkarz, profesor sztuk teatralnych.

## Życiorys
Na początku lat 50. był tymczasowo aresztowany przez kilka miesięcy za działalność w zwalczanym przez władze komunistyczne podziemnym ruchu harcerskim. Podjął studia prawnicze na Uniwersytecie im. Adama Mickiewicza w Poznaniu, które jednak porzucił. W 1959 dołączył do ekipy Teatru Lalki i Aktora „Marcinek” w Poznaniu, w którym kształcił się w zakresie lalkarstwa, zdając trzy lata później egzamin na aktora lalkarza. W 1968 został absolwentem polonistyki na Uniwersytecie Warszawskim.
W 1960 został współpracownikiem gdańskiego Teatru Miniatura. W 1961 przeniósł się do Białostockiego Teatru Lalek „Świerszcz”, do którego zaprosiła go Joanna Piekarska. W tej placówce pracował jako aktor, debiutował także jako reżyser teatralny. W 1969 został dyrektorem i kierownikiem artystycznym tego teatru, funkcję tę pełnił przez dwadzieścia lat. W okresie jego kierownictwa z teatrem współpracę nawiązali m.in. Adam Kilian, Jan Berdyszak i Wojciech Wieczorkiewicz. Krzysztof Rau stworzył m.in. Scenę dla Dorosłych, Scenę Propozycji Aktorskich, zapoczątkował Ogólnopolski Konkurs Solistów Teatru Lalek i Ogólnopolskie Spotkania Teatrów Lalek. W tym czasie rozpoczęto ukończoną w 1979 budowę siedziby Białostockiego Teatru Lalek. W placówce tej wyreżyserował około 30 spektakli teatralnych, m.in. Kartotekę Tadeusza Różewicza.
Przyczynił się także do rozpoczęcia w 1974 działalności przez białostocki Wydział Sztuki Lalkarskiej Państwowej Wyższej Szkoły Teatralnej i następnie Akademii Teatralnej im. Aleksandra Zelwerowicza w Warszawie. Był prodziekanem tej placówki, objął stanowisko profesora zwyczajnego. W 2003 otrzymał tytuł profesora sztuk teatralnych.
Od 1989 do 1992 pracował w stołecznym Teatrze Lalka, po czym współtworzył na Suwalszczyźnie prywatny zespół teatralny – grupę 3/4-Zusno, której przedstawienia i organizacja otrzymywały liczne pozytywne recenzje. W 1997 objął kierownictwo Teatru Lalek Banialuka w Bielsku-Białej, przekształcając tę instytucję w ośrodek teatralny działający jako zrzeszenie grup teatralnych. Z placówki tej odszedł w 2001, zajmując się reżyserią spektakli dla różnych teatrów w kraju.

## Życie prywatne
Syn Jerzego i Carmen. Był żonaty z Bernadettą, miał syna Bohdana i córkę Martę.

## Odznaczenia i wyróżnienia
Ordery i odznaczenia
- Krzyż Komandorski Orderu Odrodzenia Polski (2011)[7]
- Krzyż Oficerski Orderu Odrodzenia Polski (1998)[8]
- Krzyż Kawalerski Orderu Odrodzenia Polski (1986)
- Złoty Krzyż Zasługi (1976)
- Złoty Medal „Zasłużony Kulturze Gloria Artis” (2010)[9]
- Srebrny Medal „Zasłużony Kulturze Gloria Artis” (2005)[10]

Nagrody i wyróżnienia
- Nagroda za najwartościowsze przedstawienie na XXX Ogólnopolskim Przeglądzie Teatrów Małych Form w Szczecinie dla Teatru 3/4 Zusno za spektakl Gianni, Jan, Johan, John, Juaa, Ivan, Jean… (1995)
- Nagroda główna zespołowa na VI Festiwalu „Na Granicy” w Cieszynie dla spektaklu Gianni, Jan, Johan, John… (1995)
- Paszport „Polityki” w kategorii teatr (1996)[4]
- Nagroda dla najlepszego przedstawienia na Międzynarodowym Festiwalu Teatrów Lalkowych „Spectaculo Interesse” w Ostrawie za spektakl Gianni, Jan, Johan, John… (1997)
- Pierwsza nagroda (równorzędna z Piotrem Tomaszukiem) na XVIII Ogólnopolskim Festiwalu Teatrów Lalek w Opolu za reżyserię spektaklu Gaja w wykonaniu Teatru 3/4 Zusno (1997)
- VI Konkurs Teatrów Ogródkowych – nagroda dla najlepszego reżysera ogródkowego '97 – za spektakl Gianni, Jan, Johan, Juan… prezentowany przez Teatr 3/4 Zusno (1997)
- VII Konkurs Teatrów Ogródkowych – nagroda indywidualna za reżyserię spektaklu Metamorfozy w Teatrze 3/4 z Zusna (1998)
- Złota Maska (1999)
- Statuetka Pajacyka na Dziecięcym Lecie Teatralnym w Warszawie za spektakl Metamorfozy z Państwowego Teatru Lalki Tęcza (2006)
- Henryk, nagroda Sekcji Teatrów Lalkowych Związku Artystów Scen Polskich (2012)[11]